# Nati nel 1396
| Questa pagina contiene informazioni ricavate automaticamente dalle voci biografiche con l'ausilio del template Bio e di un bot. L'aggiornamento è periodico e automatico e ricostruisce completamente la pagina. Se manca una persona in questa lista, sei pregato di non aggiungerla, ma accertati piuttosto che la sua voce biografica contenga il template Bio e che i dati anagrafici siano correttamente compilati. Se il template Bio manca, inseriscilo tu stesso o, in alternativa, metti l'avviso {{tmp\|Bio}} che ne segnala la mancanza. Se i dati riportati sono sbagliati, correggi direttamente la voce biografica; le modifiche saranno visibili in questa lista entro pochi giorni. Per chiarimenti vedi il progetto biografie. La lista contiene solo le 17 persone che sono citate nell'enciclopedia e per le quali è stato implementato correttamente il template Bio. Pagina aggiornata al 10 ago 2025. |

- 24 febbraio - Alfonso V d'Aragona, principe spagnolo († 1458)
- 26 maggio - Giovanni di Friburgo, nobile svizzero († 1458)
- 5 giugno - Giannozzo Manetti, scrittore, filologo e umanista italiano († 1459)
- 13 giugno - Antonio Bettini, religioso, scrittore e diplomatico italiano († 1487)
- 31 luglio - Filippo III di Borgogna, nobile († 1467)
- 15 ottobre - Giovanni IV d'Armagnac, nobile e militare francese († 1450)
- 16 ottobre - William de la Pole, I duca di Suffolk, nobile († 1450)
- 25 dicembre - Pievano Arlotto, presbitero italiano († 1484)
- Muhammad IX di Granada, sultano († 1453)
- Caterina d'Alençon, nobile († 1462)
- Maria di Trastámara, regina spagnola († 1445)
- Caterina Bevilacqua, nobildonna italiana
- Antonio Cubello, nobile italiano († 1463)
- Michelozzo, scultore e architetto italiano († 1472)
- Teodoro II Paleologo, bizantino († 1448)
- Kaspar Schlick, diplomatico tedesco († 1449)
- Elena Valentinis, religiosa italiana († 1458)